# موکول دو
موکول دو (به انگلیسی: Mukul Dev) (زادهٔ ۱۷ سپتامبر ۱۹۷۰ – درگذشتهٔ ۲۳ مهٔ ۲۰۲۵) بازیگر هندی بود.
از فیلم‌هایی که وی در آن نقش داشته است می‌توان به جی هو اشاره کرد.

## فیلم‌شناسی
فهرست برخی از فیلم‌هایی که موکول دو در آنها به ایفای نقش پرداخته است:
- جی هو
- راجکومار
- فرار کن جانی
- دیوانه روانی عاشق
- کوهرام
- پسر سردار
- وجود
- موجود سه‌بعدی
- تنها
- بزن قدش
- در زدن
- زوج شماره ۱۰